# Johnny Claes
John Oktave Claes (* 11. August 1916 in London; † 3. Februar 1956 in Brüssel) war ein belgischer Jazzmusiker und Automobilrennfahrer.

## Leben und Wirken
Johnny Claes hatte eine schottische Mutter und einen belgischen Vater. Er verbrachte seine Jugend in England und erhielt seine Schulausbildung an der Lord Williams’s School.
Claes erhielt Anfang der 1930er Jahre Trompetenunterricht bei Nat Gonella. Er war zunächst als Kornettist und Trompeter aktiv; 1935 wurde er Profimusiker und spielte im Nest Club in London. Im Sommer 1937 gehörte er in Holland zur Band von Coleman Hawkins. Später spielte er bei Gerry Moore and His Chicago Brethern ebenso wie bei Valaida Snow und Vic Lewis, mit denen es zwischen 1937 und 1939 in London zu Schallplatten-Aufnahmen kam. Dann trat er mit Jack Kluger and His Swing Orchestra in Belgien auf. Nach der Rückkehr nach England spielte er zunächst im Boogie Woogie Club und 1940 bei Teddy Joyce. Dann gründete er eine eigene Bigband, die Clay Pigeons, mit der 1941 mehrere Titel eingespielt wurden. Zu der Band gehörten Musiker wie Ronnie Scott, Tommy Pollard, Norman Stenfalt, Harry Hayes, Max Jones und Kenny Graham. Weitere Aufnahmen entstanden 1942; 1945 spielte die Band, der damals Tommy Whittle angehörte, in dem Musikfilm George in Civvy Street mit.
Als Claes sich nach dem Ende Zweiten Weltkrieges um die Geschäfte seiner Familie in Belgien kümmern musste, gehörte er zudem zum kleinen Kreis der Herrenfahrer, die in Europa wieder mit dem Motorsport begannen. Sein Debüt im Grand-Prix-Sport gab er 1948 am Steuer seines privaten Talbot, der jedoch unter dem Banner der Ecurie Belge eingesetzt wurde.
Obwohl Claes bei 23. Weltmeisterschaftsläufen zwischen den Jahren 1950 und 1955 keinen einzigen Weltmeisterschaftspunkt erreichen konnte, gehörte er in den frühen 1950er Jahren zum Spitzenfeld der europäischen Rennfahrer. Seine Erfolge feierte er bei den Grand-Prix-Rennen die nicht zur Weltmeisterschaft zählten und bei Sportwagenrennen.
Seinen ersten Sieg in einem Monoposto erreichte er 1950 beim Grand Prix des Frontières in Chimay. 1951 hatte Claes beim Training zum Gran Premio di San Remo einen Unfall, bei dem er mit seinem Talbot in die Zuschauer raste. Ein Unbeteiligter kam dabei zu Tode und drei weitere Personen wurden schwer verletzt. 1953 gewann er die Rallye Lüttich–Rom–Lüttich.
Bei den 24 Stunden von Le Mans war Claes dreimal am Start. Nach einem Klassensieg 1954 auf einem Werks-Porsche 550, gemeinsam mit Pierre Stasse, wurde er ein Jahr später Dritter in der Gesamtwertung. Partner war diesmal Jacques Swaters und das Fahrzeug ein Jaguar D-Type der Ecurie Francorchamps.
1955 erkrankte Claes schwer an Tuberkulose und musste seine Rennaktivitäten einschränken. Der große Jazz-Liebhaber, der die letzten Lebensjahre nicht mehr musizierte, aber einen eigenen Club in England leitete und für die Zeitschrift Jazz Hot schrieb, starb 1956 an der schweren Krankheit im Alter von 39 Jahren.

## Statistik

### Statistik in der Automobil-Weltmeisterschaft

#### Gesamtübersicht
| Saison | Team                      | Chassis                 | Motor              | Rennen | Siege | Zweiter | Dritter | Poles | schn. Rennrunden | Punkte | WM-Pos. |
| ------ | ------------------------- | ----------------------- | ------------------ | ------ | ----- | ------- | ------- | ----- | ---------------- | ------ | ------- |
| 1950   | Ecurie Belge              | Talbot-Lago T26C        | Talbot 4.5 L6      | 6      | −     | −       | −       | −     | −                | −      | NC      |
| 1951   | Ecurie Belge              | Talbot-Lago T26C-DA     | Talbot 4.5 L6      | 7      | −     | −       | −       | −     | −                | −      | NC      |
| 1952   | Equipe Gordini            | Gordini T16             | Gordini 2.0 L6     | 1      | −     | −       | −       | −     | −                | −      | NC      |
| 1952   | Ecurie Belge              | Simca-Gordini T15       | Gordini 1.5 L4     | 2      | −     | −       | −       | −     | −                | −      | NC      |
| 1952   | HW Motors                 | HWM 52                  | Alta 2.0 L4        | 1      | −     | −       | −       | −     | −                | −      | NC      |
| 1953   | Ecurie Belge              | Connaught Type A        | Lea-Francis 2.0 L4 | 4      | −     | −       | −       | −     | −                | −      | NC      |
| 1953   | Officine Alfieri Maserati | Maserati A6GCM          | Maserati 2.0 L6    | 1      | −     | −       | −       | −     | −                | −      | NC      |
| 1955   | Equipe Nationale Belge    | Ferrari 500/Ferrari 625 | Ferrari 2.5 L4     | 1      | −     | −       | −       | −     | −                | −      | NC      |
| Gesamt | Gesamt                    | Gesamt                  | Gesamt             | 23     | −     | −       | −       | −     | −                | −      |         |

#### Einzelergebnisse
| Saison | 1 | 2   | 3   | 4  | 5   | 6   | 7   | 8   | 9 |
| ------ | - | --- | --- | -- | --- | --- | --- | --- | - |
| 1950   |   |     |     |    |     |     |     |     |   |
| 11     | 7 |     | 10  | 8  | DNF | DNF |     |     |   |
| 1951   |   |     |     |    |     |     |     |     |   |
| 13     |   | 7   | DNF | 13 | 11  | DNF | DNF |     |   |
| 1952   |   |     |     |    |     |     |     |     |   |
|        |   | 8   | DNF | 14 | 10  |     | DNQ |     |   |
| 1953   |   |     |     |    |     |     |     |     |   |
|        |   | DNF | DNF | 12 |     | DNF |     | DNF |   |
| 1955   |   |     |     |    |     |     |     |     |   |
|        |   |     | DNS | 11 |     |     |     |     |   |

| Legende  | Legende            | Legende                                                          |
| Farbe    | Abkürzung          | Bedeutung                                                        |
| -------- | ------------------ | ---------------------------------------------------------------- |
| Gold     | –                  | Sieg                                                             |
| Silber   | –                  | 2. Platz                                                         |
| Bronze   | –                  | 3. Platz                                                         |
| Grün     | –                  | Platzierung in den Punkten                                       |
| Blau     | –                  | Klassifiziert außerhalb der Punkteränge                          |
| Violett  | DNF                | Rennen nicht beendet (did not finish)                            |
| Violett  | NC                 | nicht klassifiziert (not classified)                             |
| Rot      | DNQ                | nicht qualifiziert (did not qualify)                             |
| Rot      | DNPQ               | in Vorqualifikation gescheitert (did not pre-qualify)            |
| Schwarz  | DSQ                | disqualifiziert (disqualified)                                   |
| Weiß     | DNS                | nicht am Start (did not start)                                   |
| Weiß     | WD                 | zurückgezogen (withdrawn)                                        |
| Hellblau | PO                 | nur am Training teilgenommen (practiced only)                    |
| Hellblau | TD                 | Freitags-Testfahrer (test driver)                                |
| ohne     | DNP                | nicht am Training teilgenommen (did not practice)                |
| ohne     | INJ                | verletzt oder krank (injured)                                    |
| ohne     | EX                 | ausgeschlossen (excluded)                                        |
| ohne     | DNA                | nicht erschienen (did not arrive)                                |
| ohne     | C                  | Rennen abgesagt (cancelled)                                      |
| ohne     | keine WM-Teilnahme |                                                                  |
| sonstige | P/fett             | Pole-Position                                                    |
| sonstige | 1/2/3/4/5/6/7/8    | Punktplatzierung im Sprint-/Qualifikationsrennen                 |
| sonstige | SR/kursiv          | Schnellste Rennrunde                                             |
| sonstige | *                  | nicht im Ziel, aufgrund der zurückgelegten Distanz aber gewertet |
| sonstige | ()                 | Streichresultate                                                 |
| sonstige | unterstrichen      | Führender in der Gesamtwertung                                   |

### Le-Mans-Ergebnisse
| Jahr | Team                 | Fahrzeug                      | Teamkollege     | Platzierung             | Ausfallgrund     |
| ---- | -------------------- | ----------------------------- | --------------- | ----------------------- | ---------------- |
| 1951 | Bill Spear           | Ferrari 340 America Barchetta | Bill Spear      | Ausfall                 | Kupplungsschaden |
| 1954 | Porsche KG           | Porsche 550 Spyder            | Pierre Stasse   | Rang 12 und Klassensieg |                  |
| 1955 | Ecurie Francorchamps | Jaguar D-Type                 | Jacques Swaters | Rang 3                  |                  |

### Einzelergebnisse in der Sportwagen-Weltmeisterschaft
| Saison | Team                                        | Rennwagen                       | 1   | 2   | 3   | 4   | 5   | 6   |
| ------ | ------------------------------------------- | ------------------------------- | --- | --- | --- | --- | --- | --- |
| 1954   | Porsche                                     | Marino-Fiat Coupé Porsche 550   | BUA | SEB | MIM | LEM | RTT | CAP |
| 1954   | Porsche                                     | Marino-Fiat Coupé Porsche 550   |     |     | 159 | 12  |     |     |
| 1955   | Ecurie Francorchamps Equipe Nationale Belge | Jaguar D-Type Ferrari 750 Monza | BUA | SEB | MIM | LEM | RTT | TAR |
| 1955   | Ecurie Francorchamps Equipe Nationale Belge | Jaguar D-Type Ferrari 750 Monza |     |     |     | 3   | 13  |     |